# Ivo (Soissons)
Ivo der Alte (franz.: Yves le Vieux; † August 1178) war ein Graf von Soissons aus dem Haus Nesle.
Er war der älteste Sohn des Burgherrn Raoul I. von Nesle in der Picardie, den er im Besitz von Nesle (Ivo II.) beerbte. Der mit ihm verwandte Graf Rainald III. von Soissons beschloss im Jahr 1141 Mönch zu werden und übertrug ihm die Grafschaft Soissons. Im Jahr 1146 nahm Ivo gemeinsam mit König Ludwig VII. und anderen französischen Großen in Vézelay das Kreuz zum zweiten Kreuzzug. Im Juni 1148 gehörte er dem Kreuzzugskonzil in Akkon an.
Ivo war verheiratet mit Yolande, einer Tochter des Grafen Balduin IV. von Hennegau. Weil sie keine Kinder hatten, beerbte ihn sein Neffe Conon in Soissons. Ivo starb im August 1178.